# Våler (Østfold)
 Våler i Hedmark er en anden kommune med samme navn
Våler er en kommune i Østfold fylke i Norge. Kommunen grænser til kommunene Moss, Rygge, Råde, Sarpsborg, Skiptvet, Spydeberg, Hobøl og Vestby. Højeste punkt er Taraldrudåsen der er  225 moh. nær grænsen til Skiptvet i nordøst.
Den var en del af  Viken fylke som blev etableret 1. januar 2020, men opløst fra 1. januar 2024.
Den er en af flere kommuner som grænser til Vansjø og Hobølelven. Kommunecenteret hedder Kirkebygden hvor man også finder herredshuset, idrætshallen Vålerhallen og ungdomsskolen. De to andre byer i kommunen er Våk/Sperrebotn og Svinndal.
Sammen med Hobøl er Våler kendt som en af ulvekommunerne i Østfold. Der bliver til stadighed rapporteret om observationer af ulve og avisnotitser minder indbyggerne om ulvens tilstedeværelse i ny og næ.